# Hack

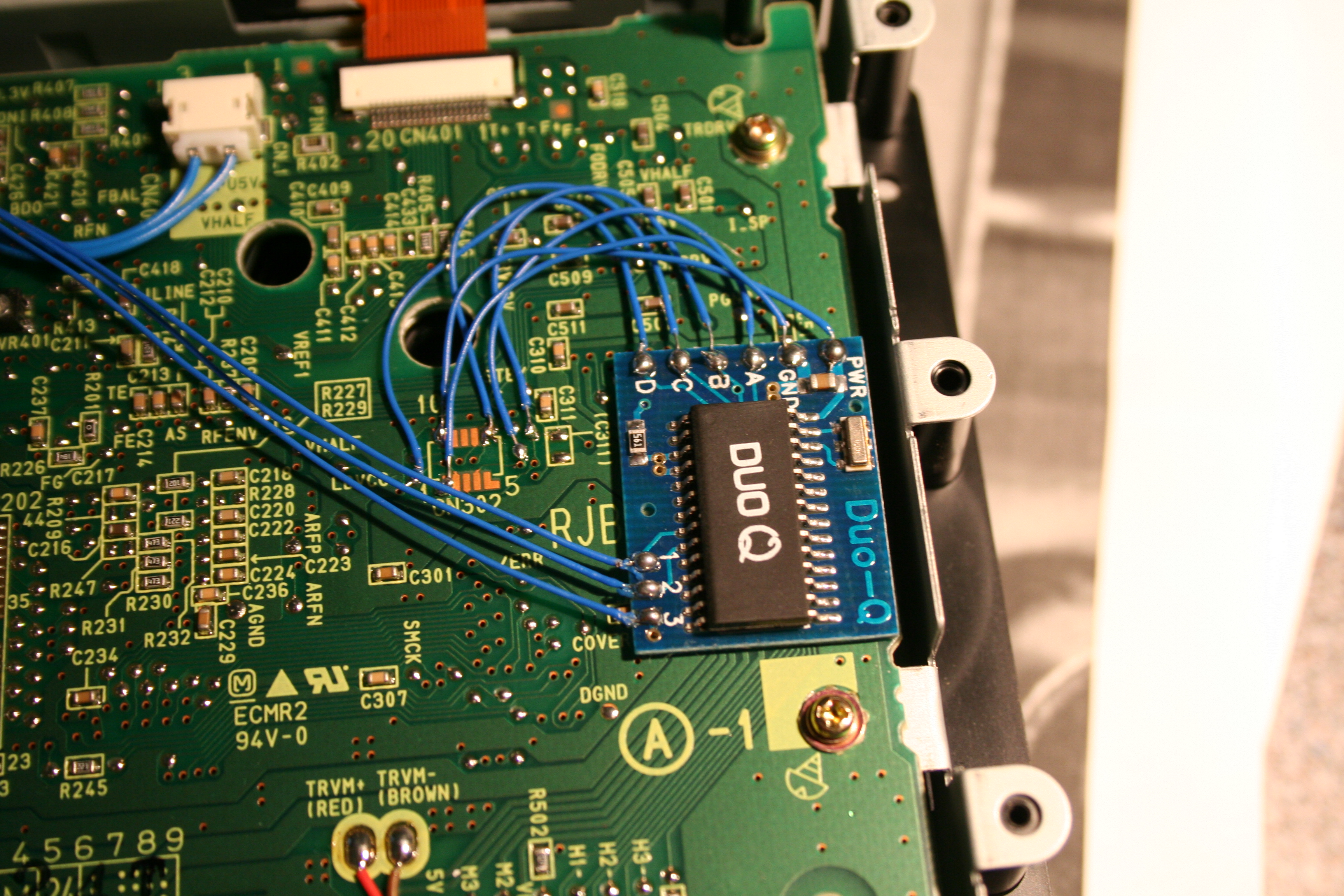
Modchip, um die Beschränkungen einer Spielekonsole zu umgehen.

Hack (auch ausgesprochen /⁠hæk⁠/; englisch für „technischer Kniff“) hat mehrere Bedeutungen und kann für eine Funktionserweiterung oder Problemlösung stehen oder dafür, dass das Ziel auf eine ungewöhnliche Weise erreicht wird. Speziell im Bereich der Computersicherheit gilt ein System als gehackt, wenn ein Sicherungsmechanismus gebrochen oder umgangen wurde, wobei der Hack die Maßnahme ist, mit der das Ziel erreicht wird. Im Quellcode eines Computerprogramms signalisiert das Wort andererseits, dass die Programmierer sich bewusst waren, dass die gefundene Lösung für ein Problem nicht ausgereift bzw. vom Standpunkt der Softwaretechnik her unbefriedigend ist.
Der Gebrauch des Wortes lässt sich wie folgt unterteilen:
- Tüfteln im Kontext einer verspielten selbstbezüglichen Hingabe im Umgang mit Technik wird Hacken genannt;[5] eine Art einfallsreiche Experimentierfreudigkeit („playful cleverness“) mit einem besonderen Sinn für Kreativität und Originalität („hack value“). Das Ergebnis ist ein Hack.[6]
Der Begriff steht oft im Kontext einer Zweckentfremdung.[2] Beispiele sind der Bau einer Klingel[7] oder eines Magnetrührers[8] aus einer Festplatte sowie der PlayStation-Hack. Werden dabei vom Hersteller eingebaute Nutzungsbeschränkungen entfernt, wird der Hack auch als Jailbreak bezeichnet und tritt bei Smartphones und Tablet-Computern oft in Form eines Custom-ROMs in Erscheinung. Demgegenüber kann er sich auch auf Techniken des Lebens beziehen wie Strategien und Tätigkeiten (siehe Lifehack). So kann beispielsweise Social Engineering ein maßgeblicher Bestandteil des Hacks sein. Ein Beispiel für einen Hack, der sich auf eine Tätigkeit bezieht und dabei ohne Funktionserweiterung und ohne Zweckentfremdung auskommt, ist eine Wickeltechnik für Kopfhörer, die dabei hilft, einen Kabelsalat zu vermeiden.[9] Darüber hinaus umschließt der Begriff auch Streiche, die sich auf den Umgang mit Technik beziehen.[10]
- In einer anderen Bedeutung kann ein Hack eine Art Workaround sein. Als eine rasch erstellte, „unschöne“ und ungeschliffene Anpassung (quick-and-dirty hack) steht das Wort dann eher für eine temporäre Problemlösung (kludge).
Beispiele sind sogenannte Browserweichen, die auch als „CSS-Hacks“ bezeichnet werden.[11][12]

Das Wesen eines Hacks ist es, dass er rasch durchgeführt wird, effektiv ist und sowohl ineffizient als auch unelegant sein kann. Er erreicht das gewünschte Ziel, ohne die Systemarchitektur, in die er eingebettet ist, komplett umformen zu müssen, auch wenn er im Widerspruch zu ihr steht.
Die den Hack ausführende Person mit den notwendigen Computerkenntnissen wird als Hacker bezeichnet.
Hacks werden aus verschiedenen Beweggründen begangen, auch aus politischen Gründen bspw. als Hacktivismus, als Cyber-Terrorismus oder als staatliches Hacking (z. B. für Cyberangriffe in Cyberkriegen oder die Unterdrückung der Opposition).

## Wortherkunft und Verwendung
US-amerikanische Funkamateure verwendeten Mitte der 1950er Jahre den Begriff ‚hacking’ als Ausdruck für besonders einfallsreiche Anpassungen ihrer Geräte, die dazu dienten, deren Leistung zu verbessern.
In den späten 1950er Jahren wurde ‚hacking’ auch vom Modelleisenbahnclub des MIT (Massachusetts Institute of Technology), genauer dem TMRC (Tech Model Railroad Club of MIT), verwendet, welcher ebenfalls Bezug zur Anpassung ihrer elektronischen und mechanischen Geräte nahm. Das Wort ‚Hack’ stand zunächst im Kontext von technikbasierten Streichen oder entsprach einem Wort für besonders geschickte oder gewagte Taten. Dabei schwang eine Konnotation von Harmlosigkeit mit (im Sinne von „nicht destruktiv“), von kreativem Spaß. Hatte ein Student des MIT einen raffinierten Streich ausgeheckt, galt der Übeltäter als Hacker. Der Gebrauch des Wortes ‚Hack’ verschob sich zur Technik, die benötigt wird, um den Streich auszuführen und wurde später für eine schlaue technische Lösung im Allgemeinen verwendet, ohne sich dabei unbedingt auf einen Streich zu beziehen und ohne dies auf den Computer zu beschränken.

### Hack als Ergebnis des Hackens
Vor allem Lifehacks haben oft einen praktischen Bezug. Doch ohne dass dies für einen Beobachter zwangsläufig sinnvoll erscheint, können sich Hacker aus Spaß am Hacken auch für die Lösung von Problemen begeistern, die aus rein praktischen Erwägungen keine sind. So existieren auch Hacks, die für Außenstehende keinen praktischen Bezug haben, für einen Hacker aber Ergebnisse einer für ihn sinnvollen und spannenden Tätigkeit sind.

#### Funktionserweiterung, Zweckentfremdung, Verfahrensweisen
Hacken bezieht sich in seiner ursprünglichen Verwendung auf Tüfteln im Kontext einer verspielten selbstbezüglichen Hingabe im Umgang mit Technik. Wau Holland prägte die Formulierung: „Ein Hacker ist jemand, der versucht einen Weg zu finden, wie man mit einer Kaffeemaschine Toast zubereiten kann“. Im Unterschied zur Improvisation, die der Lösung auftretender Probleme dient, kann es hierbei auch um das Experimentelle gehen, den Versuch, die Grenzen des Machbaren zu erkunden.
Daran angelehnt kann ein Hack Zugang zu einem Gerät oder einer neuen Funktionalität verschaffen, die vom Hersteller nicht vorgesehen ist. Auch die Umgehung einer hard- oder softwareseitigen Einschränkung fällt darunter.
Zahlreiche Beispiele wurden zwischen Januar 2012 und Juli 2014 im „c’t Hacks“-Magazin in insgesamt 10 Ausgaben vom Heise Verlag veröffentlicht. Darin enthalten waren unter anderem eine Vorrichtung zur Reichweitenverstärkung einer WLAN-Antenne aus Schaumstoffverpackungsresten und Draht, Hacks mit digitalen Bilderrahmen (z. B. als Bildschirm für einen Steuerungscomputer oder als animiertes Türschild), Makrofotografie durch die Kollimatorlinse eines DVD-Laufwerkes, ein Geigerzähler aus Haushaltsmaterialien und Elektronikbauteilen für ein paar Euro, der Bau einer Klingel oder eines Magnetrührers aus einer Festplatte.
Hacks, die sich auf Verfahrensweisen beziehen, kommen demgegenüber oft ohne Funktionserweiterung oder Zweckentfremdung aus. Sie dienen dazu, Strategien oder Tätigkeiten derart anzupassen, dass sie ein Problem lösen, das Ziel auf eine ungewöhnliche Weise erreichen oder die Effektivität – mitunter sogar die Effizienz – erhöhen.
Hacks die sich auf Unwägbarkeiten, Strategien oder Tätigkeiten des Lebens beziehen, werden seit 2004 Lifehacks genannt. Sie verfolgen oft das Ziel, den Alltag zu erleichtern, indem sie u. a. durch Zweckentfremdung alltäglicher Dinge Probleme des täglichen Lebens lösen. Beispiele sind Hacks, die dazu dienen kaputte Schrauben herauszudrehen, Kartoffeln mit einem Messer in nur wenigen Sekunden zu schälen oder Schuhe schneller zuzubinden.

#### Programmierung
Hacken bezogen auf Programmierung tritt am MIT erstmals Anfang der 1960er Jahre im Zusammenhang mit dem Labor für künstliche Intelligenz (MIT Artificial Intelligence Laboratory, kurz AI Lab) auf. Zusammen mit Hackern des TMRC und Mitstreitern aus anderen akademischen US-Einrichtungen, wie Stanford, Berkeley und Carnegie Mellon, gehören sie zu den Ursprüngen der akademischen Hackerkultur (eine Bezeichnung, die auf das ursprünglich akademische Umfeld jener Szene schließen lässt, nicht aber bedeutet, dass Hacken damals eine akademische Studienrichtung gewesen sei). Aus ihr sind später die Freie-Software- (seit 1983) und Open-Source-Bewegungen (seit 1998) hervorgegangen, die auch weitere freie Inhalte umfassen (wie freie Hardware), wodurch das Wort ‚Hack’ eine größere Verbreitung erfuhr.
Ein Merkmal des Hackens ist nicht die (Programmier-)Aktivität selbst, sondern die Art wie sie durchgeführt wird. Wie das Jargon File beschreibt, genießt ein Hacker die intellektuelle Herausforderung, auf kreative Weise Grenzen zu überwinden oder zu umgehen, wobei diese Szene damit ausdrücklich nicht die Umgehung von Sicherheitsmechanismen meint und sich von solchen Tätigkeiten distanziert sehen will. Hacken beinhaltet auch hier oft eine Form von Exzellenz (im Sinne von Virtuosität), beispielsweise die Grenzen des Machbaren zu erkunden und dabei etwas für sich spannendes und sinnvolles zu machen. Das Ergebnis ist ein Hack.
Demgegenüber steht das Wort hacken unter Programmierern auch für die normale Programmiertätigkeit im Sinne von „auf einer Tastatur schreiben“ und befindet sich dann nicht zwangsläufig im Kontext eines Hacks.

#### Computersicherheit
Hacken im Sinn des Eindringens in Computersysteme findet sich zwar bereits vor 1983 im Computerjargon, aber bis zu diesem Zeitpunkt gab es kein öffentliches Bewusstsein dafür, dass solche Tätigkeiten stattfanden. Dies änderte sich mit dem Kinofilm WarGames – Kriegsspiele, der zur allgemeinen Annahme der US-Bürger beitrug, dass jugendliche Hacker eine Gefahr für die nationale Sicherheit der USA darstellen könnten.
Im Kontext der Computersicherheit wird die Herausforderung des Hackens darin gesehen, Sicherheitsmechanismen zu überwinden und somit Schwachstellen erkennen zu können oder genauer Systeme zum Beispiel per Social Engineering zu unterwandern oder per Reverse Engineering auf Design- und Programmierfehler hin zu untersuchen. Unter Umgehung der Sicherheitsvorkehrungen können Hacker so Zugriff auf ein Rechnernetz, einen Computer, eine gesicherte Komponente (zum Beispiel Chipkarte) oder Zugang zu gesperrten Daten oder einer sonst geschützten Funktion eines Computerprogramms erhalten. Hier gilt ein System als gehackt, wenn ein Sicherungsmechanismus gebrochen oder umgangen wurde, wobei der Hack die Maßnahme ist, mit der das Ziel erreicht wird.
Darüber hinaus gibt es auch in dieser Szene ein technisches Verständnis zum Hacken, das sich nicht unbedingt auf den Computer bezieht. Als Beispiel sei der Chaos Computer Club (CCC) als einflussreichste Vereinigung von Hackern im deutschen Raum genannt. Obwohl Sicherheitsfragen sein wesentliches Beschäftigungsfeld sind und Politik, Industrie, Presse, Datenschützer und Banken ihn für dieses Thema als quasi-offizielle Expertenorganisation konsultieren, sieht er das Hacken wesentlich allgemeiner als übergreifende Kultur des kreativen Umgangs mit Technik jeglicher Art. Wau Holland war einer der Gründer und Leitfiguren des Clubs und prägte die oben genannte Formulierung zum Kaffeemaschinen-Toaster.

### Hack als Workaround
Ein Hack kann eine verblüffend einfache und pfiffige Lösung eines nichttrivialen Problems sein, aber auch eine zwar effektive aber ineffiziente, unschöne und ungeschliffene Lösung beinhalten (quick-and-dirty hack), die eher einer temporären Problemlösung (kludge) gleicht.
Daran angelehnt kann als Hack eine Art Workaround bezeichnet werden, um beispielsweise ein Computerprogramm unter veränderten Bedingungen schnell lauffähig zu machen. Die englische Entsprechung dafür ist aber eher „klu(d)ge“.
Im Quellcode eines Computerprogramms signalisiert das Wort, dass die Programmierer sich bewusst waren, dass die gefundene Lösung für ein Problem noch nicht ausgereift bzw. vom Standpunkt der Softwaretechnik her unbefriedigend ist. Dies kann auch durch äußere Umstände erzwungen sein, wie etwa durch fehlende oder mangelhafte Schnittstellen.
Im Linux-Kernel findet sich der Begriff „hack“ 1572 mal, der Begriff „workaround“ 2473 mal.